# Romanzo cortese

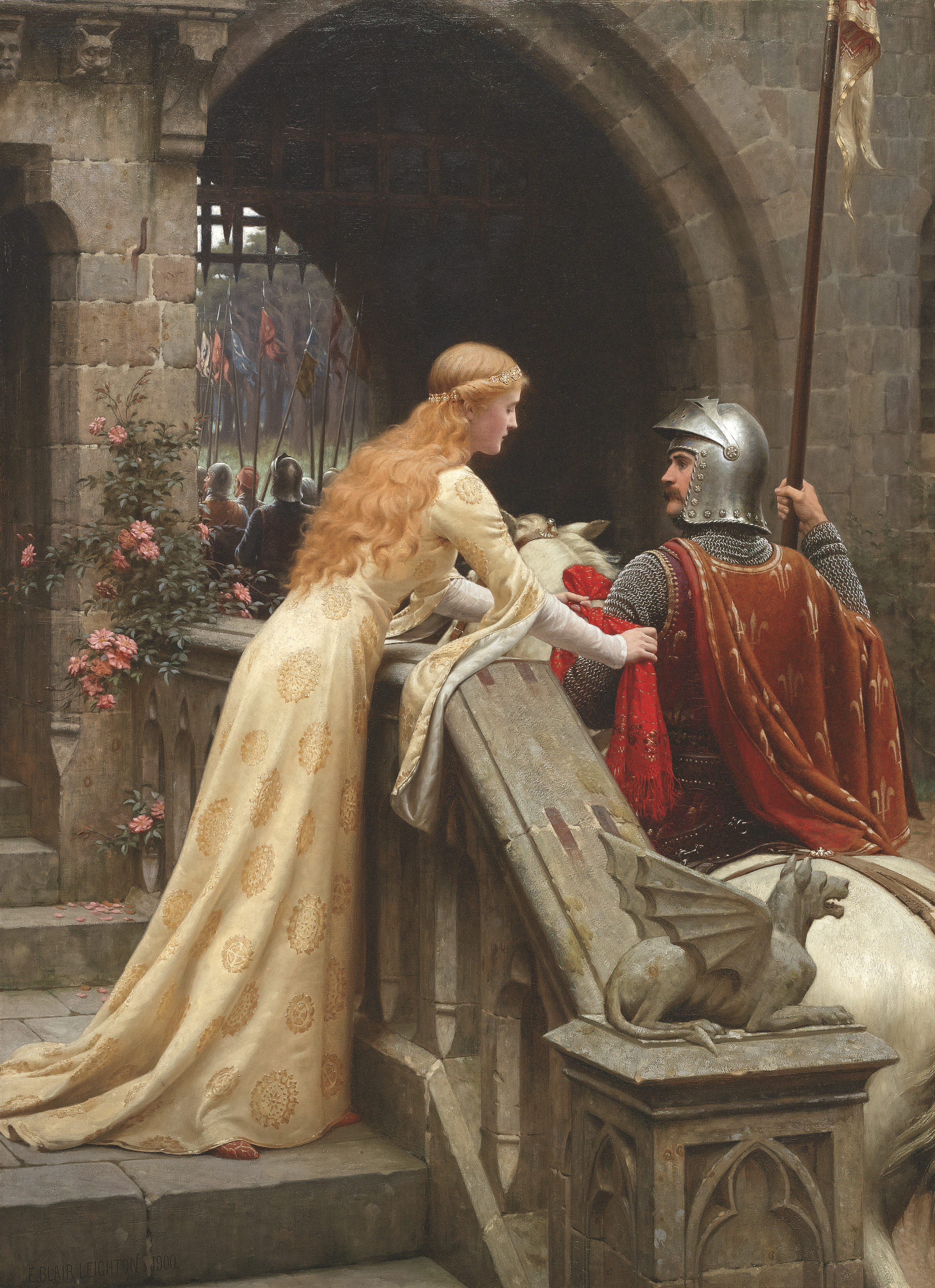
Buona fortuna!, Olio su tela di Edmund Blair Leighton, 1900. Questa raffigurazione ritrae il tema dell'Amor Cortese, dove vengono messe in risalto le doti e le virtù umane, elementi tipici del Romanzo Cortese.

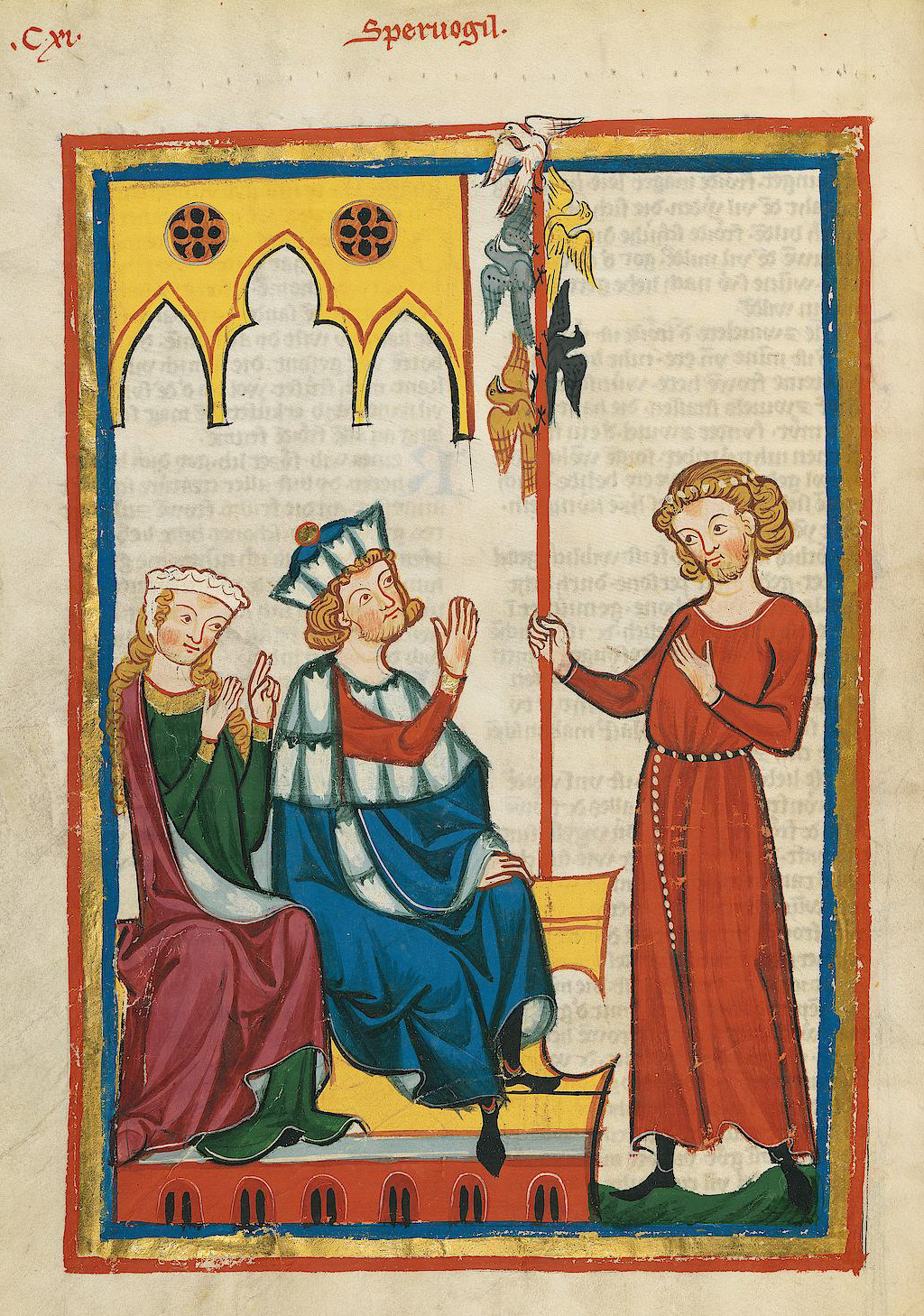
Un vassallo con il proprio valvassore: il classico esempio di fedeltà e onore all'interno di una corte medievale.

Il romanzo cortese è un genere letterario che si diffuse in Europa dalla seconda metà del XII secolo al XIV secolo scritto in Lingua d'oil. L'aggettivo "cortese" è riferito al contesto medioevale dell'ambiente di corte. Questo genere letterario venne adoperato perlopiù nella Francia settentrionale e in Inghilterra.

## Storia
Le origini del romanzo cortese risalgono alla corte di Enrico II d'Inghilterra e di Eleonora d'Aquitania. In questo ambiente, frequentato dai maggiori poeti in lingua d'oc, crebbe sempre di più l'interesse verso la poesia in volgare, che insieme all'esaltazione di leggende sulla dinastia inglese, diede vita al romanzo in prosa. Uno tra i primi scritti di questo genere ricordiamo il Romanzo di Troia di Benoît de Sainte-Maure, in cui l'origine della casata dei Plantageneti viene fatta risalire ai troiani, secondo la leggenda.
Un altro pilastro portante fu Il Romanzo di Brut del 1155 di Robert Wace, nel quale si alternano la narrazione avventurosa e le tematiche di natura amorosa.
In Italia nella seconda parte del Duecento, soprattutto nello spazio compreso tra Veneto e Toscana, la lingua francese fu la lingua dell'arte. «In questa breve ma intensa  stagione letteraria, accanto a testi di primo piano come il Trésor  di Brunetto Latini, il Livres des Merveilles di Marco Polo (...), la Cronique des Veniciens di Martino Canal, compaiono anche narrazioni romanzesche arturiane».

## Caratteristiche

### La figura dell'eroe
All'interno del romanzo cortese i personaggi si rifanno al comportamento tipico della società cortese idealizzata nella quale si esaltata il ruolo dell'eroe che è disposto a sacrificare la propria vita nell'interesse collettivo. Clamoroso esempio di ciò è la figura del cavaliere Orlando, l'eroe che si batté a lungo contro i Saraceni per liberare i territori in Spagna da loro occupati.  L'eroe, per raggiungere i suoi ideali, oltre all'abilità nella cavalleria, deve possedere le cosiddette virtù cortesi come l'amore, la fedeltà e la gentilezza che possono essere stuzzicati solo attraverso l'amore di una dama.
L'eroe delle chansons de geste veniva esaltato in un contesto collettivo in cui egli rappresentava un popolo in conflitto con un altro (ad esempio il paladino Orlando contro i Saraceni), mentre nel romanzo cortese l'eroe ha sempre una dimensione individuale. Le sue gesta fanno parte di un "percorso di formazione" che lo porteranno ad incarnare i valori del "cavaliere perfetto".

### L'interpretazione dell'ideale
I romanzi danno largo spazio a vicende in cui primeggia l'amore e la magia, più che ai valori epici e religiosi tipici della chanson de geste. I contenuti si collegano prevalentemente al ciclo bretone o ciclo arturiano o della Tavola Rotonda. I personaggi agiscono secondo i principi della vita di corte, in cui primeggia la servitù verso il sovrano e l'onore nei confronti dei cavalieri e gente d'armi.
Oltre all'amore, interpretato secondo la concezione che viene definita appunto dell'amor cortese, emergono i valori tipici della società cavalleresca, ovvero il desiderio d'avventura, l'esaltazione del valore individuale, l'idealizzazione del personaggio nobile contrapposto al "villano". Lo scopo dei testi era innanzitutto l'intrattenimento di un pubblico costituito da persone aristocratiche e di gusti raffinati.
 A questo proposito il critico Erich Auerbach ha scritto che lo scopo del romanzo cortese è "l'autorappresentazione della cavalleria feudale nelle sue forme di vita e nei suoi ideali".
I romanzi, scritti in lingua d'oïl, dapprima furono composti in versi, poi, nel XIII secolo, cominciarono ad essere scritti in prosa. Erano concepiti per la lettura privata e silenziosa, non per la recitazione pubblica come le chansons de geste. Una prova di questa modalità di lettura si ha nel famoso episodio di Paolo e Francesca nel canto V dell'Inferno:
di Lancialotto, come amor lo strinse;

soli eravamo e sanza alcun sospetto»
(Dante, Inferno, V, vv.127-129)

## Principali filoni narrativi
Fra i più famosi autori di romanzi cortesi occorre ricordare Chrétien de Troyes. Egli verso la fine del XII secolo scrisse cinque romanzi su cavalieri della Tavola Rotonda, tra i quali Lancillotto.
Un altro romanzo assai famoso è dedicato alla leggenda di Tristano e Isotta, anch'essa collegata al ciclo bretone. Mentre il Tristano di Chrétien de Troyes è perduto, restano frammenti di testi scritti da Béroul e da Tommaso d'Inghilterra. Vi sono traduzioni e rifacimenti in molte lingue dell'Europa settentrionale, nonché una versione in volgare di origine tosco-umbra. Si tratta del Tristano Riccardiano, così chiamato dalla Biblioteca Riccardiana di Firenze in cui fu scoperto il manoscritto.

### Il ciclo bretone di re Artù
I romanzi del ciclo bretone sono ispirati al folclore delle popolazioni celtiche di Francia e Inghilterra, le cui leggende furono raccolte all'inizio del XII secolo da Goffredo di Monmouth nella sua opera Storia dei re di Britannia. Le vicende del ciclo bretone ruotano tutte intorno al mondo della corte di re Artù, vista come modello di corte perfetta, in grado di accogliere numerosi cavalieri a un livello di eguaglianza. Nei romanzi del ciclo bretone è costante la bipartizione del racconto tra avventure e amore, elemento fondamentale e sempre presente. Solo a partire dal XIII secolo viene data un'interpretazione mistico-religiosa ai testi del ciclo bretone. Si dà una riscrittura in chiave universale delle vicende cavalleresche, creando un legame tra la parabola del regno di Artù e la storia dell'umanità. Simbolo di tale rivestimento mistico è la ricerca del Santo Graal, che sarà elemento centrale nei romanzi del XIII secolo, che simboleggia la coppa in cui fu conservato il sangue di Cristo durante l'ultima Cena, dotata di virtù miracolose.

### La leggenda di Tristano e Isotta
Un'altra fonte di ispirazione per gli scrittori dei romanzi cortesi era la leggenda, che partendo da una base di vero, ad essa mescola elementi fantastici e surreali. Esempio di ciò è il tragico amore di Tristano e Isotta, una relazione travagliata segnata da vicende di amore e morte che legò i due amanti. Numerosi scrittori narrarono le vicende di Tristano e Isotta; tra questi si possono ricordare Béroul e Thomas d'Angleterre: il primo, autore della versione più comune del "Tristan" era un giullare; Thomas, invece, era un chierico, e la sua versione fu definita "versione cortese" perché epurata degli elementi più spinti e ridicoleggianti. Entrambi scrissero intorno al 1170-1175.

### I cavalieri della Tavola Rotonda
Nel ciclo dei Cavalieri della Tavola Rotonda, essi erano coloro che possedevano un rango elevato all'interno della corte di Re Artù. Il numero di questi cavalieri variava da 12 a 150 a seconda dei racconti. Per essere ammessi dovevano presentare un codice di condotta ben definito.